# Paul Bergon

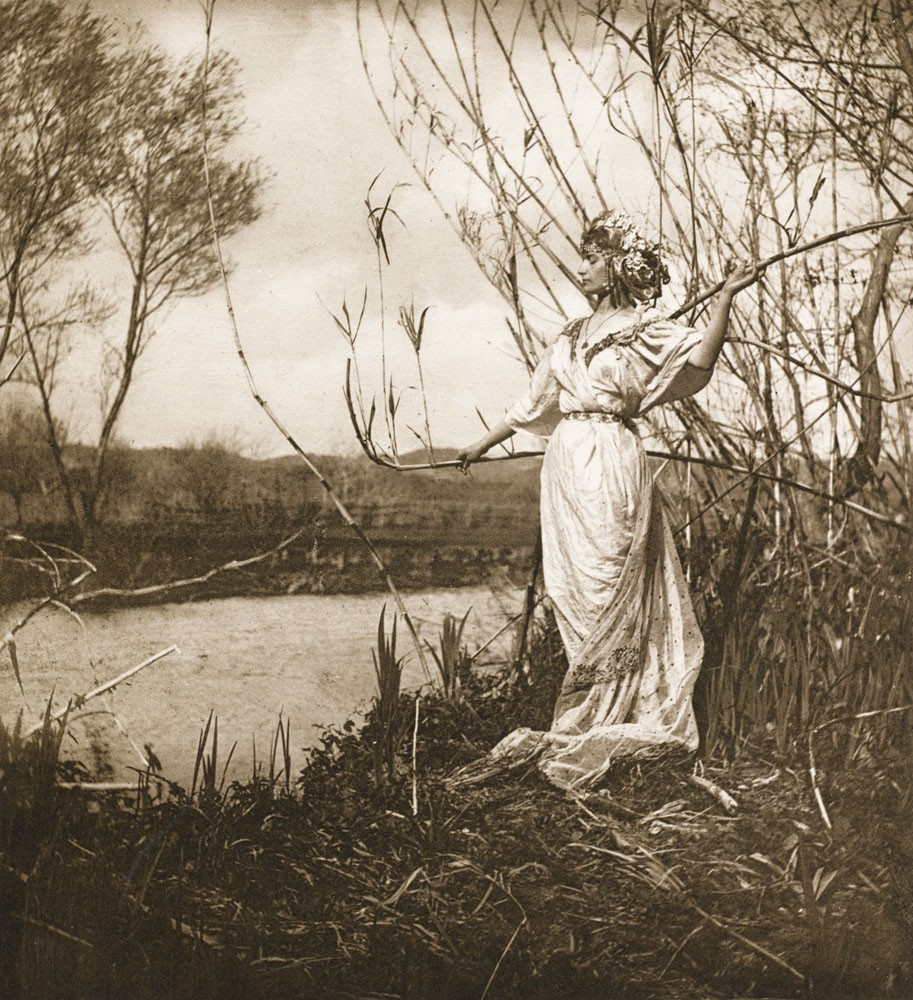
Královská dcera, 1898, publikováno v časopisu Die Kunst in der Photographie

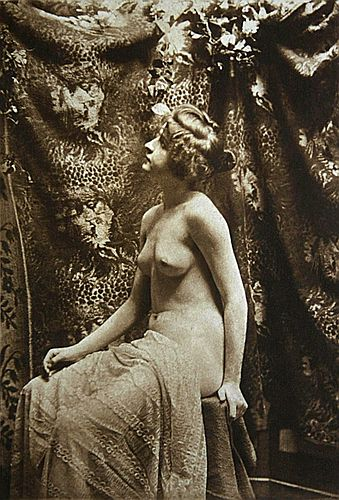
Studie aktu, 1897, publikováno v časopisu Die Kunst in der Photographie

Paul Bergon (27. září 1863 Paříž – 22. ledna 1912 tamtéž) byl francouzský piktorialistický fotograf, hudebník a přírodovědec.

## Život a dílo
Byl synem bankéře a získal kvalitní hudební vzdělání u skladatelů Duboise Theodora a Léa Delibese. Od svých vysokoškolských let sbíral fosílie rozsivek. V roce 1885 začal fotografovat. V roce 1892 vydal na radu Maurice Peragallo publikaci Diatomiste de Tempère, která obsahovala mikrofotografie rozsivek. Do roku 1895 zhotovil řadu dokumentárních snímků a fotografií jako suvenýrů. V roce 1893 se stal členem Société Française de Photographie, přičemž prezentoval stereoskopický fotoaparát vhodný zejména pro detailní botanickou fotografii. O pár let později vstoupil do spolku Photo-Club de Paris. Spolupracoval s René Le Bègueem (svým synovcem), Robertem Demachym a Constantem Puyo, s nimiž pravidelně vystavoval nejen v Paříži, ale také v Liege a Turínu. Do roku 1908 používal pro svou práci téměř výhradně uhlotisk, zároveň však experimentoval s dvoubarevným gumotiskem a olejotiskem.
Bergon v roce 1898 publikoval fotografii Královská dcera v magazínu Die Kunst in der Photographie, za kterou byl velmi chválen svými vrstevníky. Byl také známý jako jeden z prvních autorů, kteří propagovali barevné fotografie aktů.
Bergon byl také botanikem. Obdržel ocenění Akademie věd za studium a fotografie rozsivek.
Za celou svou tvorbu zanechal přibližně 5000 negativů.

## Ocenění

### Eponymy
- (Orchidaceae) Ophrys bergonii A. Camus[3]
- (Orchidaceae) Serapias bergonii E. G. Camus[4]
- (Orchidaceae) Serapias bergonii E. G. Camus var. aphroditae (P. Delforge) H. Baumann & R. Lorenz[5]
- (Orchidaceae) Serapias bergonii E. G. Camus subsp. aphroditae (P. Delforge) Kreutz[6]
- (Orchidaceae) Serapias bergonii E. G. Camus subsp. cilentana Presser[7]
- (Orchidaceae) Serapias bergonii E. G. Camus f. cilentana (Presser) P. Delforge[8]
- (Orchidaceae) Serapias bergonii E. G. Camus var. politisii (Renz) H. Baumann & R. Lorenz[5]
- (Orchidaceae) Serapias bergonii E. G. Camus subsp. politisii (Renz) Kreutz[6]

## Galerie

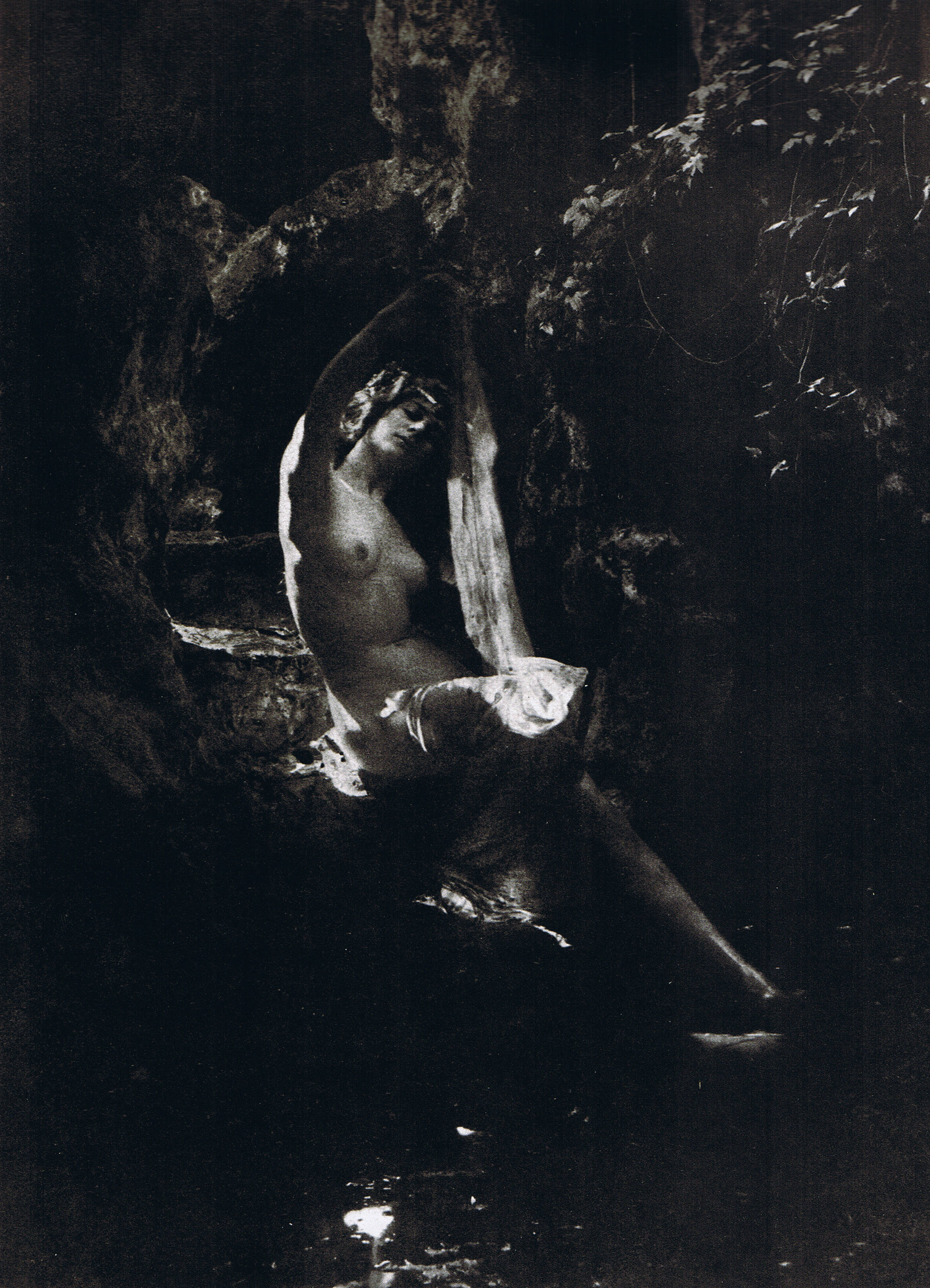
Bez názvu, akt, 1900
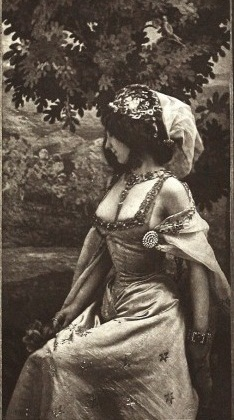
Tapisserie (detail), 1899
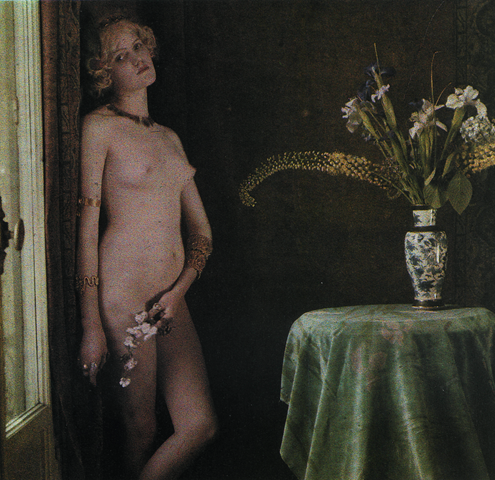
Akt, asi 1900
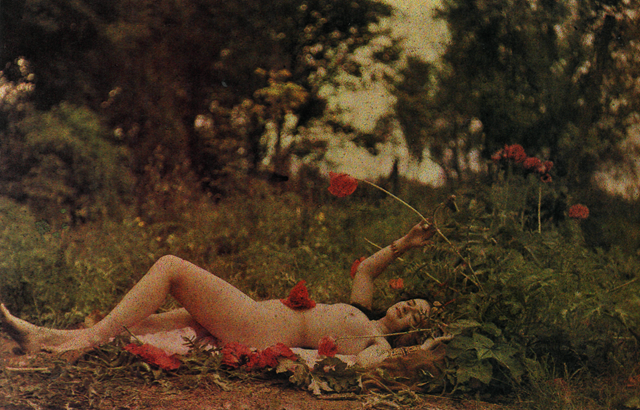
Akt, asi 1900
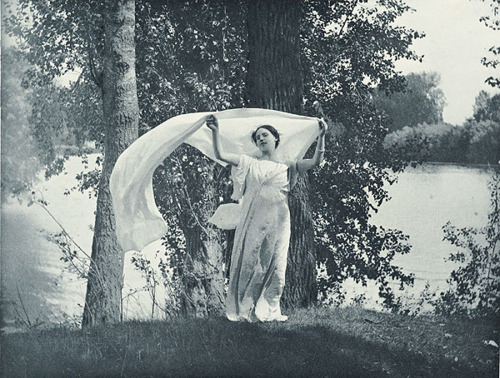
Studie v plenéru, asi 1900
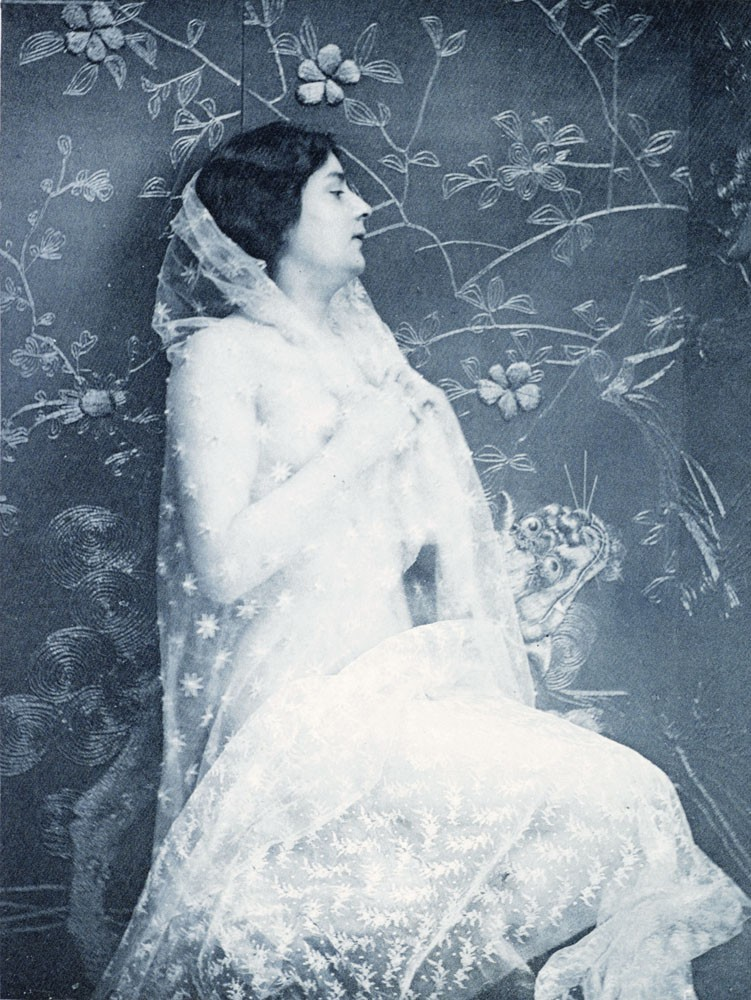
Studie, asi 1896